# Bereznehuwate
Bereznehuwate – osiedle typu miejskiego w obwodzie mikołajowskim na Ukrainie, siedziba władz rejonu bereznehuwatskiego.

## Historia
Miejscowość powstała w 1787, status osiedla typu miejskiego posiada od 1959.
W 1989 liczyło 8 278 mieszkańców.
W 2013 liczyło 7 720 mieszkańców.